# Tainarys nigricornis
Tainarys nigricornis (лат.) — вид мелких полужесткокрылых насекомых рода Tainarys из семейства Aphalaridae. Название происходит от сочетания двух латинских слов niger (чёрный) и cornus (рог) из-за чёрных усиков.

## Распространение
Встречаются в Неотропике (Бразилия).

## Описание
Мелкие полужесткокрылые насекомые (длина около 2 мм). Внешне похожи на цикадок, задние ноги прыгательные. Цвет от грязно-беловатого до соломенного с хорошо контрастирующим рисунком от темно-коричневого до почти чёрного. Голова с большим круглым пятном на каждой половине темени. Глаза сероватые; оцеллии от оранжевого до красноватого. Наличник от темно-коричневого до почти чёрного; кончик рострума чёрный. Антенны полностью чёрные. Переднеспинка с большим
субсредина и меньшая сублатеральная темная точка на каждой половине; вентральный край проплевритов с продольным узкоовальным темным пятном. Мезопрескутум с двумя косыми узкоовальными черными пятнами у переднего края, которые сходятся посередине; мезоскутум с четырьмя продольными черными полосами, две наружные с разрывом посередине; мезоскутеллюм беловатый; мезоплевра, каждая с чёрной точкой на дорзуме и на вентральной части; мезостернум темно-коричневый или чёрный. Метанотум светлый. Лапки коричневые. Жилки переднего крыла и узкие полосы вдоль жилок коричневого цвета. Передние перепончатые крылья более плотные и крупные, чем задние; в состоянии покоя сложены крышевидно. Антенны короткие, имеют 10 сегментов; на 4-м, 6-м, 8-м и 9-м члениках имеется по одному субапикальному ринарию. Голова широкая. Голени задних ног с короной из нескольких равных апикальных склеротизированных шпор.
Взрослые особи и нимфы питаются, высасывая сок растений. В основном связаны с растениями семейства анакардиевые: Schinus engleri и S. longifolia. Вид был впервые описан в 2017 году швейцарским колеоптерологом Даниэлем Буркхардтом (Naturhistorisches Museum, Базель, Швейцария) и его бразильским коллегой Dalva Luiz de Queiroz (Коломбу, Парана, Бразилия).